# Pfarrhaus Barleben

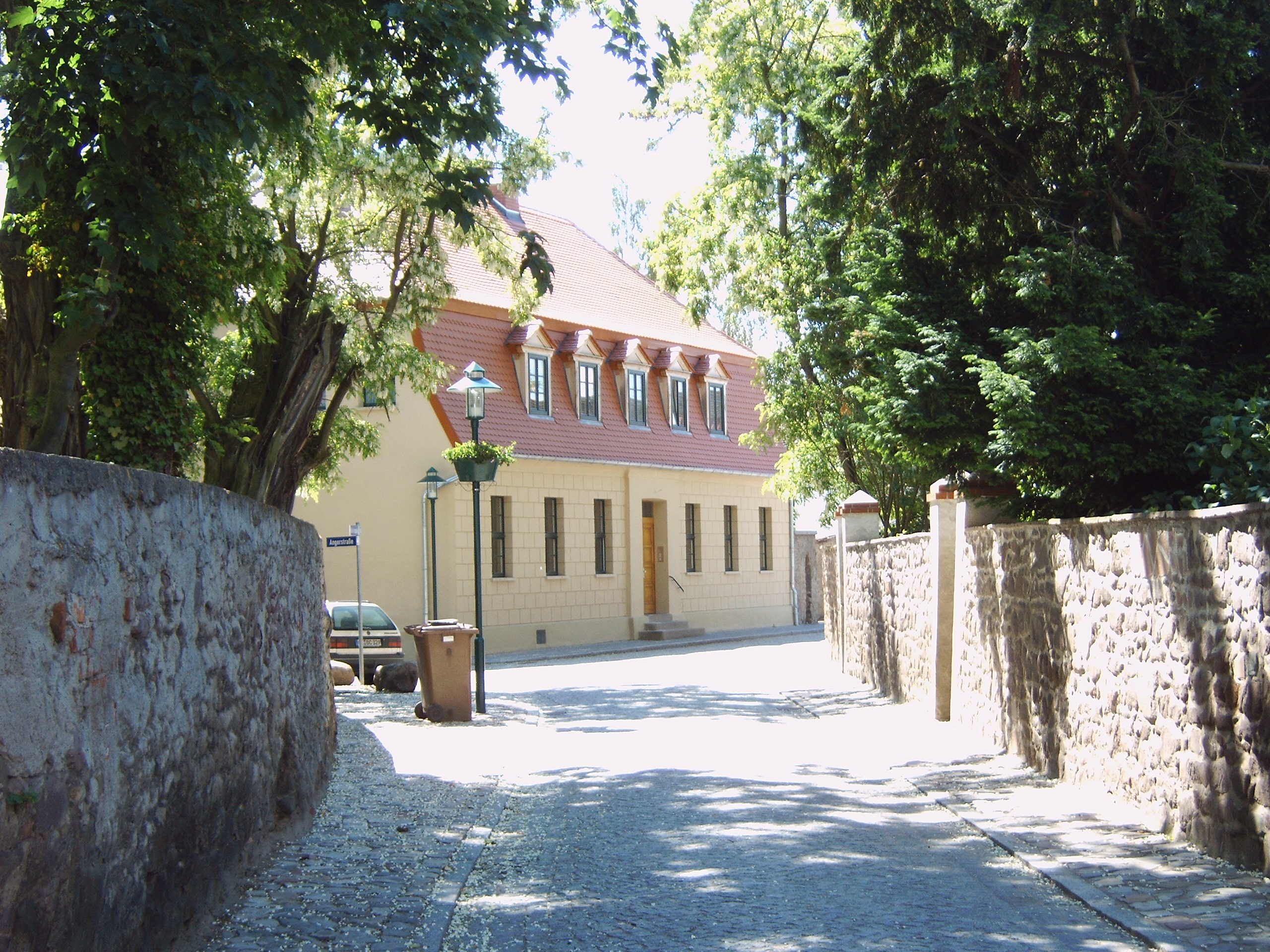
Pfarrhaus Barleben, 2006

Das Pfarrhaus Barleben ist ein denkmalgeschütztes Pfarrhaus in Barleben in Sachsen-Anhalt.

## Lage
Es befindet sich auf der Ostseite der Alten Kirchstraße, südlich von St. Peter und Paul mit der Adresse Alte Kirchstraße 8.

## Architektur und Geschichte
Das eingeschossige verputzte Gebäude wurde im späten 18. Jahrhundert errichtet. Mittig in der siebenachsigen Fassade befindet sich der durch einen schmalen, flachen Risalit betonte Eingang. Der gartenseitige Eingang ist in gleicher Weise ausgeführt. Bedeckt ist das Haus durch ein großes Mansarddach. 
Der Mittelflur im Gebäude verfügt über einen mit Brettbalustern versehenen Treppenlauf aus der Zeit nach dem Barock.
Im örtlichen Denkmalverzeichnis ist das Pfarrhaus unter der Erfassungsnummer 094 15924 als Baudenkmal verzeichnet.
In der Vergangenheit bestand für das Anwesen die Adressierung Kirchstraße 44. Das Pfarrhaus ist prägend für das Straßenbild und bildet mit der Kirche ein Ensemble.